# Karl Berg (Mediziner)
Karl Johann Theodor Berg, auch Carol Berg, (* 10. Oktober 1868 in Finkenwalde bei Stettin; † 9. Juli 1936) war ein deutscher Rechtsmediziner.

## Leben
Karl Berg, fünftes von 15 Kindern des Pfarrers Ludwig Berg, besuchte das Gymnasium in Pyritz und studierte an den Universitäten in Königsberg, Breslau, Leipzig und Berlin. 1905 war er Gerichtsarzt in Essen, ab 1906 in Düsseldorf. Im Ersten Weltkrieg wurde er als Stabsarzt in Belgien, Frankreich, Russland und Serbien eingesetzt. Später war er Gerichtsmedizinalrat in Düsseldorf.
Berg war außerordentlicher Professor für Gerichtsmedizin an der Medizinischen Akademie in Düsseldorf.
Bekannt wurde er durch die Begutachtung des Düsseldorfer Serienmörders Peter Kürten Anfang der 1930er Jahre. In dem Aufsatz Der Sadist fasste er später seine Erkenntnisse zu Peter Kürten zusammen, die er aus Gesprächen mit dem Mörder und der Analyse rechtmedizinischer und spurenkundlicher Daten gewonnen hatte. Der Fall Kürten war 1931 Filmvorlage für den Film M von Fritz Lang.

## Veröffentlichungen
- Der Sadist, in: Zeitschrift für die gesamte gerichtliche Medizin, 17. Jg. 1931 (Neuausgabe: Karl Berg, Ernst Gennat, Alex Wehner, Michael Farin (Hrsg.): Der Sadist. Gerichtsärztliches und kriminalpsychologisches zu den Taten des Düsseldorfer Mörders Peter Kürten. Belleville, München 2004, ISBN 3-923646-12-7; Rezension)